# Cedar Viaduct
 (novembre 2024).
Si vous disposez d'ouvrages ou d'articles de référence ou si vous connaissez des sites web de qualité traitant du thème abordé ici, merci de compléter l'article en donnant les références utiles à sa vérifiabilité et en les liant à la section « Notes et références ».
Le Cedar Viaduct est un pont ferroviaire américain situé à Fresno, en Californie. Long de 1 128 mètres, il permet le franchissement de la California State Route 99 par le California High-Speed Rail, une ligne à grande vitesse en construction. La fin des travaux sur l'ouvrage d'art a été annoncée le 10 mai 2023.